# Mastercard
Мастеркард је америчка мултинационална технолошка компанија у области финансијских услуга и плаћања, са седиштем у градићу Пурчaс (енг. Purchase), Нјујорк. Широм света, основни посао ове компаније је да процесуира плаћања између банака трговаца као и банака или других издаваоца Мастеркард платних картица.
Од свог формалног оснивања 1966. године до данас, Мастеркард представља пионира у развоју технологија које омогућавају да плаћања буду једноставнија, паметнија и сигурнија.